# Evangelische Pfarrkirche St. Wolfgang im Salzkammergut

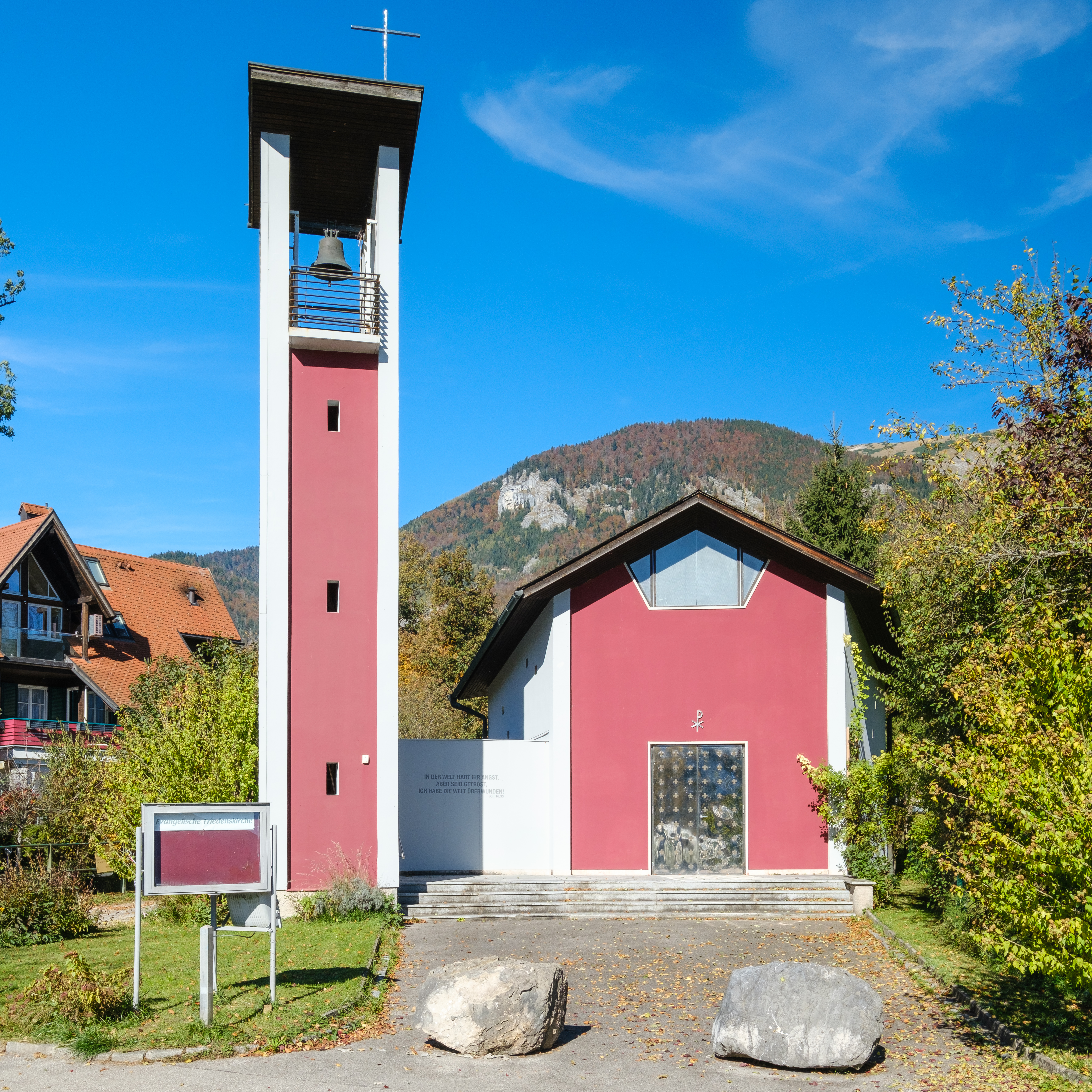
Evangelische Kirche St. Wolfgang im Salzkammergut

Die Evangelische Pfarrkirche St. Wolfgang im Salzkammergut befindet sich in der Gemeinde St. Wolfgang im Salzkammergut im Bezirk Gmunden des oberösterreichischen Salzkammergutes. Das Kirchengebäude wurde in den Jahren 1958 bis 1959 erbaut. Die Kirchengemeinde ist Teil der Evangelischen Kirche A.B. in Österreich und gehört zur Evangelischen Superintendentur Oberösterreich. Die Gemeinde ist in den Seelsorgeraum der Evangelischen Pfarrkirche Bad Ischl integriert. Die Kirche von St. Wolfgang wird auch Friedenskirche genannt. Unter dem Titel Evangelische Pfarrkirche A.B. steht der Sakralbau unter Denkmalschutz (Listeneintrag).

## Die evangelische Kirche
Die Grundsteinlegung fand am 9. November 1958 statt. Bereits im Juni 1959 weihte Superintendent Wilhelm Mensing-Braun die kleine Kirche. 
Der Anstoß zum Bau einer Kirche kam von der Vielzahl der evangelischen Sommergäste und von den Kurpredigern am Wolfgangsee. Pfarrer Schuhmann hielt zur Mitte des 20. Jahrhunderts Vortragsreisen ins Ausland und sammelte dadurch Spenden für das Bauprojekt. Von Gustav-Adolf-Werken aus Brandenburg, Hessen-Nassau, der Pfalz, dem Rheinland, den Niederlanden, der Schweiz, Schweden und aus den USA flossen die Spendengelder für die Friedenskirche.
Ein Baugrund konnte in den 1950er Jahren am Ufer des Wolfgangsees in der Nähe des Bahnhofs (Talstation) der Schafbergbahn und der Robert–Stolz–Straße gefunden werden. Das Kirchengebäude steht in unmittelbarer Nähe des Dietelbachs, der hier die Landesgrenze zwischen den Bundesländern Oberösterreich und Salzburg bildet. Die Planung der kleinen Kirche erfolgte durch den Bad Ischler Architekten Heinz Karbus. Mit der Bauausführung war die Ischler Firma Brandl beauftragt.

## Geschichte der evangelischen Gemeinde
Die meisten Gemeinden im Inneren Salzkammergut wurden im Zuge der Reformation evangelisch und behielten auch im Zeitalter der Gegenreformation ihren (verbotenen) lutherischen Glauben als „Untergrundkirche“ im Geheimprotestantismus. Davon ausgenommen ist die Religionsgeschichte von St. Wolfgang, da dieses Gebiet von 1506 bis 1565 von den Habsburgern auf Grund chronischer Geldnöte an das Fürsterzbistum Salzburg verpfändet und somit politisch „Ausland“ war.
Nachdem bereits die Fürsterzbischöfe von Salzburg gegen die lutherische Lehre hart durchgegriffen hatten, wurde im Zuge der Gegenreformation die Wallfahrt zur katholischen Pfarr- und Wallfahrtskirche St. Wolfgang wieder verstärkt betrieben. Eine Änderung der Religionspolitik geschah erst durch das Toleranzpatent von Kaiser Joseph II. Während sich aber in Gosau, Hallstatt und Bad Goisern bereits ab 1782 Toleranzgemeinden und Toleranzbethäuser konstituierten, konnte in St. Wolfgang die vorgeschriebene Zahl von 100 Familien oder 500 evangelischer Einzelpersonen bei weitem nicht erreicht werden.
Zur Mitte des 19. Jahrhunderts wurde die Nachbarstadt Bad Ischl Sommerresidenz des österreichischen Kaisers Franz Joseph I., dadurch nahm auch der Fremdenverkehr in der Wolfgangseeregion zu. Die evangelischen Sommergäste in St. Wolfgang, Strobl und St. Gilgen mussten zum Gottesdienstbesuch die evangelische Pfarrkirche Bad Ischl aufsuchen.
Erst nach dem Zweiten Weltkrieg konnte der Bau einer eigenen evangelischen Kirche für St. Wolfgang verwirklicht werden. Die Friedenskirche wurde 1958 bis 1959 auf einem Grundstück am Ende der Robert–Stolz–Straße, unmittelbar vor Beginn der Ortschaft Ried, errichtet.
Der evangelische Seelsorgeraum Bad Ischl wird aus den politischen Gemeinden Bad Ischl, St. Wolfgang, Strobl und St. Gilgen gebildet. Die Friedenskirche wird grundsätzlich durch den Pfarrer von Bad Ischl betreut, in den Sommermonaten stehen in St. Wolfgang jährlich zusätzliche Pfarrer und Seelsorger aus Deutschland zur Verfügung. Diese Unterstützung durch Kurprediger und Urlaubsseelsorger hat eine lange Tradition. Die evangelischen Kirchen von St. Wolfgang und Bad Ischl stehen unter Denkmalschutz.

## Demographische Besonderheit im Salzkammergut
Der politische Bezirk Gmunden weist von allen 18 oberösterreichischen Bezirksverwaltungen die höchste Dichte an evangelischer Gemeinden auf. Im Gerichtsbezirk Bad Ischl, zu dem auch St. Wolfgang gehört, besitzen überhaupt alle sieben politischen Gemeinden jeweils ein eigenes evangelisches Kirchengebäude. Die Bevölkerung des Gerichtssprengels Bad Ischl ist zu etwa 20 Prozent evangelisch.
Im ganzen Bundesland Oberösterreich gibt es bei rund 440 Gemeinden nur drei, die von einer evangelischen Mehrheit bewohnt werden. Das sind die Salzkammergut–Gemeinden Gosau (75 Prozent Evangelische), Obertraun und Bad Goisern (etwa 50 Prozent Protestanten).